# 中ソ友好同盟条約
中ソ友好同盟条約（ちゅうソゆうこうどうめいじょうやく、ロシア語: Договор о дружбе и союзе между Китайской Республикой и Союзом Советских Социалистических Республик、中国語: 中華民國蘇維埃社會主義共和國聯邦友好同盟條約）は中華民国とソビエト連邦の間に締結された条約。1945年（民国34年）8月14日締結、8月24日発効。

## 概要

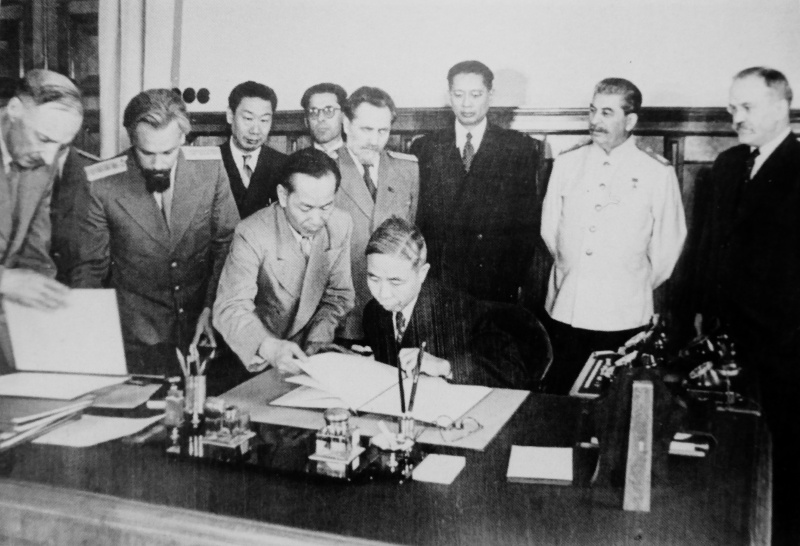
条約締結

条約締結時の交換公文により、ソ連は中華民国の中央政府たる国民政府に対してのみ軍需物資等の援助を行ない、東北（満洲）が軍事行動地帯でなくなれば直ちに東北問題を解決すべくソ連は撤退し、国民政府により行政権が完全に回復されるものと規定された。さらに付属協定では旅順港と大連港の租借権をソ連に与え、旧南満洲鉄道と旧満洲国有鉄道である中国長春鉄路を共同管理するとした。また、中華民国は国民投票による外蒙古（モンゴル人民共和国）の独立（外モンゴル独立公民投票）を認める代わりにソ連は内蒙古（内モンゴル人民共和国等）や新疆の分離（東トルキスタン共和国）や中国共産党を支持しないとした。
この条約によりソ連は中国共産党軍に全面的な支援を与えることが制限され、中国共産党は正当な組織と見做さない根拠とされた。中国共産党軍は東北地区での中国共産党軍もしくは八路軍の呼称が使用できず、林彪総司令率いる中国共産党軍は東北人民自治軍や東満人民自衛軍の名称を使用し、後に東北民主連軍と称して反中華民国政府活動を行った。
1950年2月14日、中華人民共和国とソビエト連邦の間で中ソ友好同盟相互援助条約が締結された際、両国によって中ソ友好同盟条約の失効が宣言された。しかし2日後の2月16日、中華民国政府外交部部長の葉公超は、同宣言及び中ソ友好同盟相互援助条約の無効を主張する声明を発表している。

## 関連文献
- 松村史紀「中ソ友好同盟条約とソ連 : 同盟の設計と利権問題」『国際研究論叢 : 大阪国際大学紀要』第24巻第2号、大阪国際大学、2011年1月、129-145頁、CRID 1050001338544495232、ISSN 09153586、NAID 110008148654。